# 버스타 라임스
트레버 조지 스미스 주니어(Trevor George Smith, Jr., 1972년 5월 20일 ~ )는 미국의 힙합 가수이자, 배우이다. 힙합그룹 퍼블릭 에너미의 멤버 척 D가 이에게 버스타 라임스(Busta Rhymes)라는 이름을 붙여준 후 현재까지도 예명으로 사용하고 있다. 'Leaders of the New School'의 멤버였으며, 그룹에서 탈퇴해 1996년에 첫 싱글 "Woo Hah!! Got You All in Check"로 성공적인 데뷔를 했다. 그는 또한 힙합계를 넘어 음악계에서 통하는 화려한 인맥을 지니고 있다.

## 생애

### 1991년 ~ 1999년
버스타 라임스는 뉴욕에서 생활했으며, 1991년 고등학교를 다녔다. 그가 다닌 고등학교는 브루클린 조지 웨스팅하우스 고등학교이며, 제이-지, 노토리어스 B.I.G. 역시 그 고등학교 출신이다. 어렸을 때부터 힙합에 관심이 많아 고등학교 때 그룹을 조직해서 MTV에서 주최하는 힙합대회나 다른 행사에 종종 참가했다. 그러던 중 일렉트라 레코드와 계약이 되어 첫 앨범인 'A Future Without a Past'를 1991년 발매한다. 이 랩앨범은 빌보드 200에서 128위를 하고, 핫허트시커스 차트에서 1위를 한다. 이어 싱글인 'Case of the P.T.A'는 4위, 'Sobb Story'는 8위, 'The International Zone Coaster'은 1위를 한다.
1993년 두 번째 앨범인 'T.I.M.E. (The Inner Mind's Eye)'을 발매한다. 싱글인 'What's Next'는 핫랩싱글 차트에서 1위를 한다. 그는 또한 MTV에서 주최하는 힙합 프로그램 'Yo! MTV Raps'에 출연한다.
1996년 그는 히트앨범인 "The Comming"이라는 앨범을 발매했다. 앨범에는 당시 데프 스쿼드에 멤버인 레드맨과 힙합 프로듀서 큐팁 등이 참여했다. 이 앨범은 빌보드차트에서 1위를 하고, 싱글인 'Woo Hah!! Got You All In Check'역시 랩차트에서 1위를 한다. 이 앨범은 올뮤직으로부터 별 4.5를 받았고 플래티넘 앨범이 됐다.
이어서 그는 1997년 또 하나의 히트앨범인 'When Disaster Strikes'를 발매한다. 이 앨범에는 퍼프 대디, 메이스 등의 힙합 뮤지션들이 참여했고, 이 앨범 역시 랩앨범차트에서 1위, 싱글들 역시 10위권 안에 힙합차트에 모두 진입한다.
1998년 세 번째 앨범이자 힙합 프로듀서 스위즈 비츠의 데뷔 앨범인 'E.L.E. (Extinction Level Event): The Final World Front'를 발매한다. 그는 그의 직속 프로듀서인 제이 디를 떠나 작업한 앨범이며, 탑 알엔비/힙합 차트에서 2위를 했다.
싱글인 "Gimme Some More"은 영국 차트 5위까지 하게 됐으며, 자넷 잭슨이 피처링한 "What's It Gonna Be?!" 또한 미국, 영국 차트 'Top 10 Single'에 다시 오르게 됐다. 그는 이 앨범으로 빠른 랩을 구사하는 래퍼로 대중에게 알리게 됐다.

### 2000년 ~ 2009년

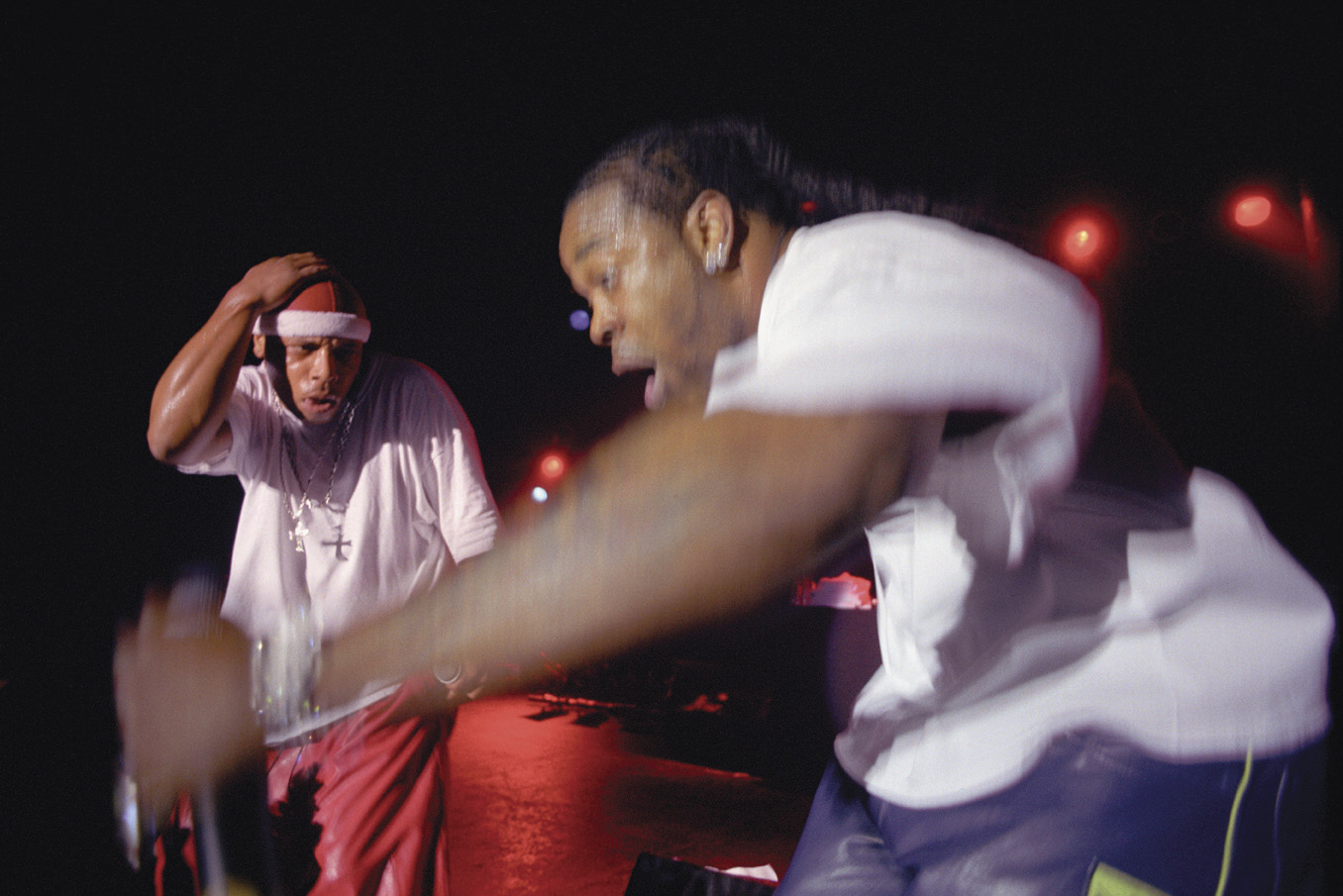
2002년 공연 중

2000년 그는 일렉트라 레코드에서 나오고 J Record/아리스타 레코드/소니 비엠지 엔터테인먼트와 삼중 계약을 했다. 그는 같은 해 네 번째 앨범 'Anarchy'을 발매한다. 이 앨범에는 고스트 페이스킬라, 제이 지, DMX, 렉원, M.O.P., 스위즈 비츠 등과 작업했다. 그러나 안타깝게도 성공하지는 못했다.
2001년 그는 네 번째 앨범이자 합작앨범인 'Genesis'를 만들어 퍼프 대디, 메리 제이 블라이즈, Kelis, 닥터 드레, 퍼블릭 에너미, 페럴 등과 작업했으며, 싱글 "What It Is", "Break Ya Neck", "Pass The Courvoisier"을 빌보드차트 10위권에 진입시키는데 성공했지만, 앨범 발매도는 전보다 많이 떨어졌다.
그는 2002년 여섯 번째 앨범 "It Ain't Safe No More"을 발매했고, 앨범 수록곡 중 머라이어 캐리가 참여한 "I Know What You Want", 션 폴이 참여한 "Make It Clap Remix"는 꽤나 성공적이었다. 이 앨범은 2007년까지 누적 60만장이 더 팔렸다.
2004년 'J Record/Arista Record/BMG Record'와의 계약을 연장하지 않고, 닥터드레의 레이블 애프터매스에 영입된다.
닥터드레의 레이블 애프터매스에 영입된 버스타 라임스는 2006년에 발매한 'The Big Bang'을 발매한다. 앨범에는 나스, 에미넴, 윌 아이 엠, Kelis, 렉원, 니요, 스티브 원더, 미시 앨리엇, 큐팁, 올 더티 바스타드 등이 참여했다. 앨범차트에서는 좋은 성적을 거두었는데, 특히 힙합차트에서는 모두 1위를 했고, 캐나다 차트에서는 6위를 거두었다. 이 앨범은 첫주에 1위로 데뷔했고, 20만장을 팔아치운다. 약 110만장을 팔아들인다. 또한 싱글들도 모두 전 세계 힙합차트에서 상위권에 진입했다.
2008년 린킨파크가 참여한 새 싱글 'We Made It'이 공개됐으며, 2008년 7월 17일 그가 애프터매스/인터스코프 레코드에서 퇴출당했다.
2009년 그는 8번째 앨범 'Back on My B.S.'를 발매한다. 앨범에는 릴 웨인, 제이다키스, 티-페인, 페럴, 론 브라운즈, 에이콘, T.I., 제이미 폭스, 메리 제이 블라이즈, 커먼, 존 레전드 등이 참여했다.
2011년 그는 크리스 브라운의 노래 'Look At Me Now' 피처링에 참여해 다시 한번 그의 건재함을 알렸고, 2012년에는 이번엔 크리스 브라운이 참여한 자신의 곡 'Why Stop Now'를 싱글로 발표하였다.

## 음반 목록
- The Coming (1996)
- When Disaster Strikes (1997)
- E.L.E. (Extinction Level Event): The Final World Front (1998)
- Anarchy (2000)
- Genesis (2001)
- It Ain't Safe No More (2002)
- The Big Bang (2006)
- Back on My B.S. (2009)